# السبيليات (رواية)
السبيليات رواية للروائي الكويتي إسماعيل فهد إسماعيل. صدرت الرواية لأوّل مرة عام 2015 عن نوفا بلس للنشر والتوزيع في الكويت. ودخلت في القائمة النهائية «القصيرة» للجائزة العالمية للرواية العربية لعام 2017، المعروفة باسم «جائزة بوكر العربية».

## حول الرواية
يروي الكاتب الكويتي «إسماعيل فهد إسماعيل» في هذه الرواية حكاية قرية «السبيليات». تلك الحكاية التي تحدث تفاصيلها خلال الحرب الإيرانية العراقية، وهي الحرب الأطول في القرن العشرين، حيث قامت القوات العراقية بطمر مداخل كافة الأنهار المتفرعة عن شط العرب بالتراب، بما تسبب بمنع وصول الماء إلى غابات النخيل الواقعة على الضفة الغربية من شط العرب. بعد مرور سنوات ذبل النخيل وما عاد مثمرا، وماتت كافة أنواع الأشجار والخضار والفواكه، عدا شريان من الأرض أخضر يمتد من عند شط العرب وحتى حدود الصحراء غربا، في منطقة تدعى «السبيليات». هذه الرواية تبحث في سبب هذا الشريان الأخضر وسط المساحات الشاسعة للبوار من خلال شخصية امرأة عجوز تكفّلت وحدها بضخ الحياة إلى زرع القرية وساكنيها من الجنود.